# 石川インターチェンジ
石川インターチェンジ（いしかわインターチェンジ）は、沖縄県うるま市石川にある沖縄自動車道のインターチェンジである。

## 歴史
- 1975年（昭和50年）5月20日：石川IC - 許田IC間開通に伴い、供用開始[1]。
- 1987年（昭和62年）10月8日：那覇IC - 石川IC間開通[1]。

## 周辺
- 石川火力発電所
- 石川ダム
- 石川歴史民俗資料館
- 石川警察署
- 沖縄石川テレビ中継局
- 金武湾港
- タイガービーチ、ムーンビーチなど恩納海岸地区

## 道路
- E58 沖縄自動車道（6番）

## 接続する道路
- 直接接続
  - 沖縄県道73号石川仲泊線

- 間接接続
  - 国道329号（石川バイパス）

## 料金所
- ブース数：4

### 入口
- ブース数：2
  - ETC専用：1
  - 一般：1

### 出口
- ブース数：2
  - ETC専用：1
  - 一般：1

## 最寄バス停
バス停留所を併設しており、バス事業者では石川I・Cの呼称を使用している。
県道73号線との交差点付近に設置されており、当停留所停車時はいったん料金所を出る。両方向とも同一の停留所設備を使用する。
| 路線                                        | 運行会社                                             | 方面 |
| ------------------------------------------- | ---------------------------------------------------- | --- |
| [111] 高速バス [117] 高速バス（美ら海直行） | 琉球バス交通 沖縄バス 那覇バス 東陽バス（111番のみ） | 111番名護行き：金武IC → 世冨慶 → 名護BT 117番本部方面行き：世冨慶 → 名護BT → 記念公園 → ホテルオリオンモトブリゾート 那覇行き：沖縄南IC → 中城 → 国場 → 那覇BT → 那覇空港 |
| 出典:                                       |                                                      | |

前後のバス停（111番）
- 沖縄北I・CBS - 石川I・CBS - 金武I・CBS

前後のバス停（117番）
- 沖縄北I・CBS - 石川I・CBS - 世冨慶バス停（国道58号上）

## 隣
E58 沖縄自動車道
(5) 沖縄北IC - (6) 石川IC - (7) 屋嘉IC